# Jardín Botánico Floralpina
El Jardín Botánico Floralpina (en francés: Jardin botanique Floralpina), es un jardín botánico, y arboreto de administración privada, especializado en la Flora alpina, que se encuentra en Arras, Francia. 
El código de identificación del Jardin botanique Floralpina como  miembro del "Botanic Gardens Conservation Internacional" (BGCI), así como las siglas de su herbario es ARR.

## Localización
Jardin botanique Floralpina, 59 Avenue du Mémorial des Fusillés, Arras, Département de Pas de Calais, Nord-Pas de Calais,, France-Francia. 
Planos y vistas satelitales, 50°17′6.72″N 2°45′28.8″E / 50.2852000, 2.758000
Está abierto el último domingo de mayo y previa cita de botánicos y amantes de la naturaleza confirmados. 

## Historia
El jardín fue establecido en 1953 por Jean-Michel Spas.

## Colecciones
Actualmente es una de las mayores colecciones de plantas alpinas en Francia, albergando unos 4,100 taxones alpinos con 2,500 géneros representando 3,700 especies y 400 cultivares, 
- Colección de Saxifragas con 250 taxones.
- Colección de Daphnes
- Turbera con 30 especies.
- Plantas amenazadas.
- Arboreto, contiene una serie de especímenes maduros incluyendo, Cedrus libani, Ginkgo biloba, Metasequoia glyptostroboides, Pinus cembra, Sequoiadendron, y Taxodium distichum.